# Acipenser sinensis
Acipenser sinensis Gray, 1835, conosciuto comunemente come storione cinese, è un pesce osseo appartenente alla famiglia famiglia Acipenseridae.

## Distribuzione e habitat
Lo storione cinese è la specie endemica della parte più meridionale dell'areale di distribuzione degli Acipenseriformes. È stato storicamente registrato nella Corea sud-occidentale e in Kyūshū occidentale, in Giappone. In Cina questa specie era presente nel Fiume Giallo, nel Min, Qiantang e Fiume delle Perle. Recentemente, esso è scomparso anche dal corso superiore del Fiume Azzurro, a causa della diga delle Tre Gole, mentre è ancora presente nel corso medio e basso del fiume.

## Conservazione
Questa specie ha conosciuto storicamente uno sfruttamento eccessivo della pesca. Negli anni settanta la pesca era incontrollata, ma stagionale (tra ottobre e novembre). 
La frammentazione, alterazione, distruzione dell'habitat e i cambiamenti nelle condizioni idorgeologiche hanno avuto un grosso impatto su questa specie. La costruzione della diga dello Gezhouba nel 1981 ha interrotto le rotte migratorie di questa specie, rendendo di fatto impossibile per essa il raggiungimento dei siti riproduttivi dell'alto corso del fiume.
Nel 2003 la diga delle Tre Gole venne costruita a circa 40 km più a nord della diga dello Gezhouba; ciò ha cambiato il regime idrico e determinato un cambio nella temperatura dell'acqua.
Inoltre, l'incremento del traffico nel Fiume Azzurro potrebbe essere pericoloso per lo storione cinese.
Nuove prove sembrano dimostrare che l'inquinamento dell'acqua è un potenziale fattore determinante nel declino della specie. Elementi chimici sintetici nell'acqua possono contribuire al declino della popolazione significativamente incidendo sia sulla quantità che sulla qualità delle uova deposte.